# Marsha Moreau
Marsha Moreau (* 26. Januar 1977 in Niagara-on-the-Lake, Ontario als Miranda Moreau) ist eine ehemalige kanadische Kinderdarstellerin.

## Leben
Marsha Moreau wurde in der Nähe der Niagarafälle geboren und ist die ältere Schwester des Schauspielers Nathaniel Moreau. Ihr Bruder und sie wuchsen zweisprachig (englisch und französisch) auf. Ihre Mutter ist gebürtige Französin.
Sie erhielt frühzeitig Sprach-, Gesangs- und Ballettunterricht. Ihre erste Filmrolle spielte Moreau 1985 im Alter von acht Jahren.
Marsha Moreau spielte in zahlreichen Fernsehserien und -filmen mit. Einem breiten Publikum wurde sie 1986 als Darstellerin der Anna Irmgard von Schlotterstein in der Fernsehserie Der kleine Vampir und als Erin Clements in der Fernsehserie Ultraman – Mein geheimes Ich (1988–1991) bekannt. 1990 drehte sie ihren letzten Kinofilm und lebte dann ab 1991 zurückgezogen mit ihrer Familie an der kanadischen Westküste. Zwischen 1990 und 1993 übernahm Marsha Moreau hauptsächlich Sprechrollen für Kinderserien bzw. -filme. 1997 zog sie sich endgültig aus dem Filmgeschäft zurück.
Marsha Moreau ist eine entfernte Cousine des Autors Marcel Victor Moreau.